# Cambarus thomai
Cambarus thomai är en kräftdjursart som beskrevs av Jezerinac 1993. Cambarus thomai ingår i släktet Cambarus och familjen Cambaridae. IUCN kategoriserar arten globalt som livskraftig. Inga underarter finns listade i Catalogue of Life.